# WISEP J190648.47+401106.8
WISEP J190648.47+401106.8 (oznaczana w skrócie W1906+40) została sklasyfikowana jako brązowy karzeł typu widmowego L. W 2015 r. wykorzystując zebrane na przestrzeni dwóch lat dane z teleskopów kosmicznych Spitzer i Kepler NASA potwierdziła występowanie na jej powierzchni burzy wielkości Wielkiej Czerwonej Plamy Jowisza. Burza obraca się wokół osi gwiazdy w pobliżu jej polarnego wierzchołka mniej więcej co 8,9 godziny.
Gwiazda znajduje się 53,3 (+1.17, -1.11) lata świetlne od Ziemi. Wewnętrzna jasność gwiazdy to zaledwie 0,0002 jasności słońca, promień mierzy 0,9 Jowisza a temperatura powierzchni wynosi 2 311 K. W1906+40 emituje rozbłyski, porównywalne energetycznie do największych rozbłysków słonecznych. Obserwacje kosmicznego teleskopu Keplera, ujawniły, że rozbłyski te emitowane są w tygodniowym okresie, rozgrzewając powierzchnię gwiazdy do 14 000 stopni Fahrenheita (7 760 stopni Celsjusza). Szacowana energia tych rozbłysków sięga około 4 miliardów megaton. Dla porównania, bomba jądrowa zrzucona na japońskie miasto Hiroszima podczas II wojny światowej miała energię wybuchu około 13 kiloton, tj. ponad 300 miliardów raza mniej.